# Carsten Hövekamp
Carsten Hövekamp (* 25. Juli 1982 in Dülmen) ist ein deutscher Politiker (CDU) und seit 2020 Bürgermeister der Stadt Dülmen.

## Leben

### Ausbildung und Karriere
Carsten Hövekamp erhielt 2002 das Abitur am Clemens-Brentano-Gymnasium in Dülmen. Er absolvierte eine Ausbildung zum Bürokaufmann bei der Verwaltung des Kreises Coesfeld. Er schloss sein Studium mit einem Master of Arts für öffentliche Verwaltung ab.
2015 wurde er Kämmerer bei der Stadt Reken.
Hövekamp wurde bei der Bürgermeisterwahl 2020 mit 50,4 % im ersten Wahlgang als Nachfolger von Elisabeth Stremlau zum neuen Bürgermeister gewählt.

### Privates
Hövekamp wuchs zusammen mit seinen drei jüngeren Brüdern in Merfeld auf. Er ist verheiratet und hat drei Kinder.